# ФК Астерас Триполи
ФK Астерас Триполи (грч. Αθλητικός Γυμναστικός Σύλλογος Αστέρας Τρίπολης - Athletic Club Asteras Tripolis) је грчки фудбалски клуб из Триполија, који се тренутно такмичи у Суперлиги Грчке.

## Трофеји
- Куп Грчке:
  - Финалиста (1): 2012/13
- Друга лига Грчке:
  - Првак (1): 2006/07.
- Трећа лига Грчке:
  - Првак (1): 2005/06.
- Четврта лига Грчке:
  - Првак (1): 2004/05.